# روشنفکران و شکست در پیامبری
کتاب روشنفکران و شکست در پیامبری (به انگلیسی: Knowledge Elite and the Failure of Prophecy) نوشتهٔ ایوا اتزیونی هالوی در سال ۱۹۸۵ منتشر شد.

## دربارهٔ کتاب
این کتاب به نقد جایگاه روشنفکران غربی که خود را ناجیان جامعه می‌پنداشتند و پیامبر گونه رفتار و فعّالیّت می‌کرده‌اند، می‌پردازد.

## نقد
برایان ترنر، جورج بکر (استاد دانشگاه وندربیلت) و الیشکا فریووا این کتاب را نقد کرده‌اند.